# Salix hartwegii
Salix hartwegii — вид квіткових рослин із родини вербових (Salicaceae).

## Морфологічна характеристика
Це кущ або невелике дерево висотою від 2 до 10 метрів.

## Середовище проживання
Мексика. Розташована в межах Pinus-Quercus лісу, а також у хмарних лісах з Abies; на висотах 3000–3600 метрів.

## Загрози
Таксону загрожують пожежі, зміна клімату, незаконна вирубка та перетворення на пасовища для великої рогатої худоби та меншою мірою, але також спричиняє серйозний вплив, перетворення на сільськогосподарські культури та розширення міст.

## Використання
Конкретних відомостей про використання цього виду немає.